# 顎基

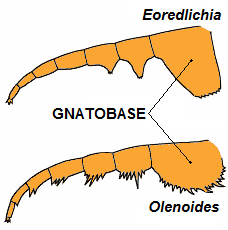
三葉虫の脚の顎基（矢印先）

顎基（gnathobase）とは、節足動物の付属肢（関節肢）の基部に備わる摂食用の突起物（内葉）である。
対になる付属肢のそれぞれの基部（基節もしくは原節）の内側から生えて、往々にして鋸歯や剛毛が並んでいる。体の腹面で正中線に向かって噛み合う構造となる。大顎類（多足類・甲殻類・六脚類）全般の口器（大顎・小顎・顎脚など）に多く見られるほか、鋏角類のカブトガニとウミサソリ（節口類）、およびハベリア、三葉虫やシドネイアなどの化石節足動物の付属肢も顎基をもつ。

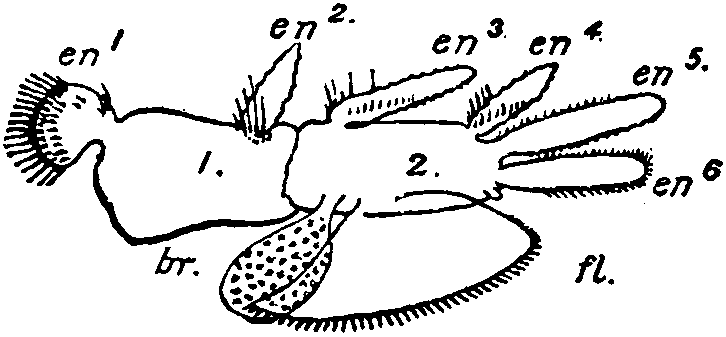
カブトエビの第2胸肢の顎基（en1）
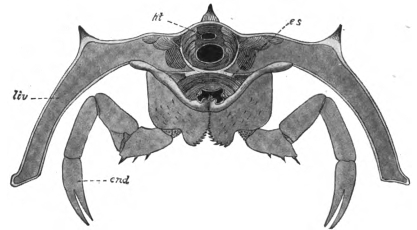
カブトガニ類の前体の断面図。腹側中央に脚の基部から突出した1対の顎基がある。
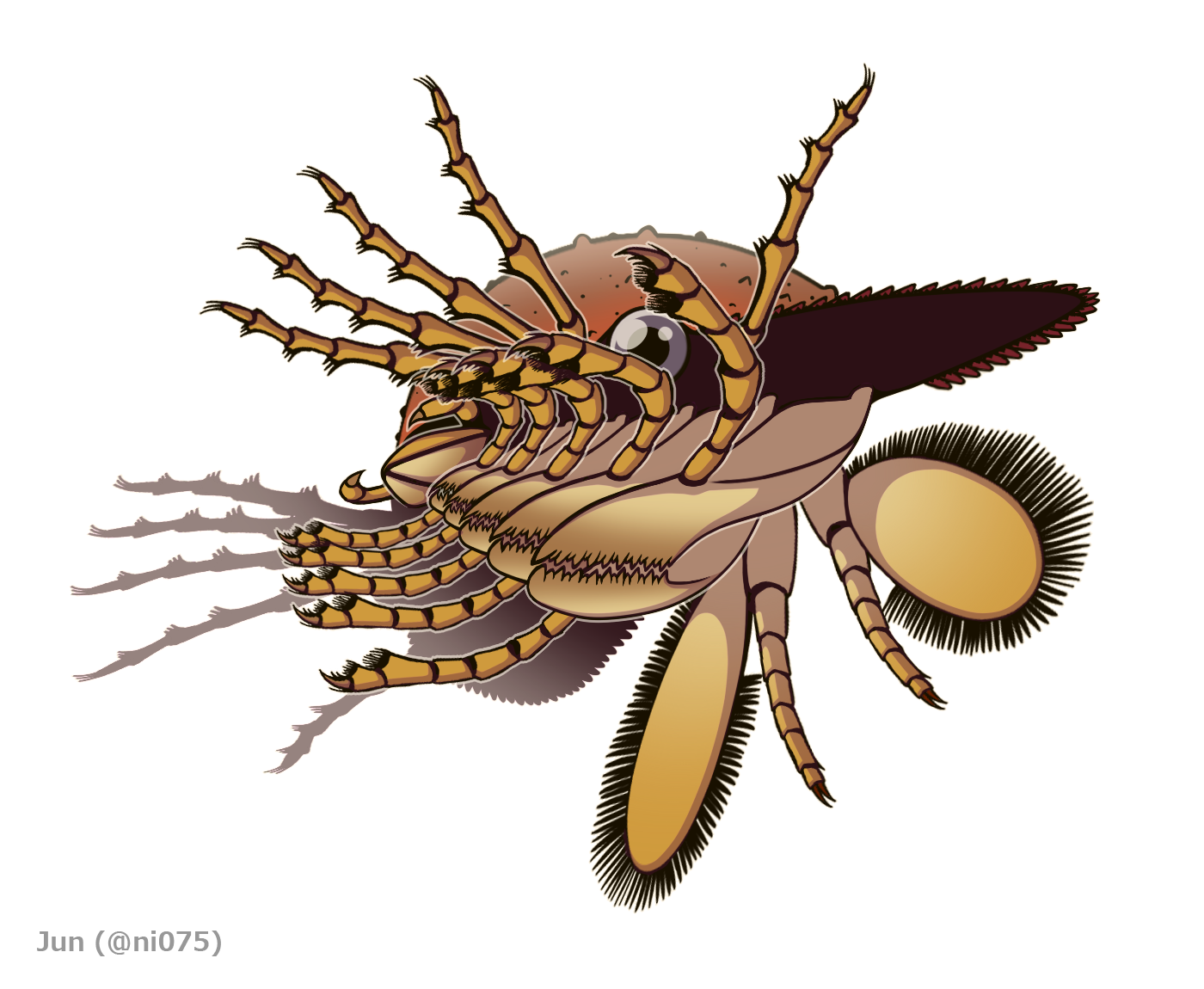
ハベリアの頭部の腹側。発達した5対の顎基をもつ。